# Dominatrix
Dominatrix är ett latinskt lånord som betyder härskarinna. En dominatrix är en kvinna som intar den dominanta rollen under en BDSM-session. Till skillnad från den vanligare benämningen domina, används dominatrix ofta om någon som dominerar yrkesmässigt, som även kallas för pro-domina. 
Den vanligaste manliga motsvarigheten till dessa benämningar är dominator. Detta ord förkortas ofta dom, eller så används det engelska lånordet master (översätts till herre).